# Betyár-barlang (Mátraverebély)
A Betyár-barlang Magyarország megkülönböztetetten védett barlangjai között van. A Bükki Nemzeti Park Igazgatóság működési területén lévő Cserhát hegységben található. Magyarország leghosszabb homokkőbarlangja. Őslénytani lelet került elő belőle.

## Leírás
Mátraverebély külterületén, Szentkúttól É-ra 1 km-re, a Meszes-tető Ny-i, Száraz-völgyre néző oldalában, erdőben van a bejárata. A Ny-ra tekintő bejárat természetes jellegű, boltíves, lejtő tengelyirányú, 2,45 m széles és 1,5 m magas. Főleg vegetációs időszakban nehéz megtalálni bejáratát. Megtalálását segítheti a nehezen járható, meredek terepen megközelíthető barlangbejárat előtti földkupac, melynek anyaga a barlangból lett kihordva. A Meszes-tető DK-i lejtőjén helyezkednek el a közismertebb Szentkúti-remetebarlangok.
A 30,2 m vízszintes kiterjedésű barlang középső miocén (bádeni) mészkőben, Lajtai Mészkő Formációban lévő kb. északi irányú, 40–45° dőlésű törés mentén jött létre. A befelé lejtő bejárati részen át némi avar hordódik be, a fehéres, de poros falakat karbidlámpa koromfoltjai színezik. A szabadon látogatható barlang barlangjáró alapfelszereléssel járható.
1988-ban volt először Betyár-barlangnak nevezve a barlang az irodalmában. Előfordul a barlang az irodalmában Béla-barlang (Eszterhás 1992) néven is.

## Kutatástörténet
Az Alba Regia Barlangkutató Csoport 1988. évi évkönyvében az olvasható, hogy a Betyár-barlangot még nem keresték meg a csoport tagjai. A megjelent kiadványokban (1982-es turistatérkép, Fancsik János 1988-as publikációja) pedig kevés információ van a barlangról. A turistatérképen csak az van jelölve, hogy kb. hol helyezkedik el Szúpatak közigazgatási területén, a Meszes-tető (422 m) Ny-i oldalában, illetve fel van tüntetve a neve. Fancsik János ismeretterjesztő cikkében (1988) talán erre a barlangra utal a következő mondat: Az út a fennsíkról vízmosásos mészkőhasadékon át vezet vissza a templomhoz, miközben egy kis mészkőbarlang teszi még vadregényesebbé a tájat. A fenti információból nem lehet biztosan eldönteni, hogy nemkarsztos vagy karsztos barlangról van-e szó, mert a Fancsik János írásában szereplő mészkőbarlang nem biztos, hogy azonos a turistatérképen jelölt barlanggal. A Meszes-tetőt ugyanis slírre települt piroxénandezit, ezen lajtamészkő, majd homokos agyagmárga és szarmata édesvízi mészkő rétegei építik fel. Hogy a barlang melyik kőzetben, milyen hatásokra jött létre, az csak terepbejáráson történő azonosítással deríthető ki. (Lehet, hogy a Béla-barlang elnevezés is erre a barlangra vonatkozik.)
A csoport 1989. évi évkönyvében van egy helyszínrajz, amelyen látszik a Betyár-barlang földrajzi elhelyezkedése. Az évkönyvben van egy összesítés a Cserhát hegység barlangjairól. Az összesítésben a mészkőben lévő barlangok közé lett sorolva a Betyár-barlang (Béla-barlang). A lista szerint a Meszes-tetőn, az 5223-as barlangkataszteri területen, Szentkúton található a barlang.
Az Eszterhás István által 1992-ben írt kéziratban az van írva, hogy az MKBT Vulkánszpeleológiai Kollektívája 1992-ben megtalálta a több éve keresett Betyár-barlangot (vagy Béla-barlangot). A barlang a Cserhát hegységben, Szentkútnál, a Meszes-tető Ny-i, Száraz-völgyre néző oldalában van. A szentkúti kegyhelytől kb. 500–600 m-re helyezkedik el. A homokos lajtamészkőben kialakult barlang a megtalálásakor nagyon el volt tömődve hordalékkal. A kollektívához csatlakozott salgótarjáni barlangkutatók tisztították ki. Kb. 3–4 m³ bepergett, befolyt laza törmeléket vittek ki belőle. A barlangot ezért kb. 40 m hosszig be lehet járni.
Jelenleg ismert része enyhén lejt és még áttekinthető labirintust alkot. A bejárati csarnokból jobbra előre egy folyosóba lehet jutni, majd 20 m után, jobbra egy kiszélesedő, lapos terem következik. A belső terem végét mindkét irányba követhető folyosó zárja le, amely annyira fel van töltődve, hogy csak nehezen járható. A törmelék eltávolításának folytatásával a végponti folyosókból újabb részeket lehet majd felfedezni. Érdemes folytatni feltárását. Az 1992. évi Karszt és Barlangban publikálva lett, hogy az MKBT Vulkánszpeleológiai Kollektívája a Cserhát hegységben azonosította és 40 m hosszig tárta fel a Betyár-barlangot.
Hír János 1994-ben készült kéziratában az van írva, hogy a szentkúti Betyár-barlang Mátraverebély határában, a Meszes-tető Ny-i oldalában nyílik. Az Állami Földmérési és Térképészeti Hivatal által készített 207 433. kódszámú 10 000-es térképlap területén van, melyen jelölve is van. (A Meszes-tető DK-i lejtőjén helyezkednek el a közismertebb Szentkúti-remetebarlangok.) A Betyár-barlangot kevesen ismerték. Az 1957-ben kiadott Cserhát útikalauz és a Láng Sándor által írt, 1967-ben megjelent, A Cserhát természeti földrajza című munkák nem említik, de a Mátra turistatérképén látható a barlang földrajzi elhelyezkedése. 1994 márciusában kereste meg a barlangot Hír János, majd elkészítette a barlang térképét, és őslénytani ásatást végzett a barlangban. A középső miocén lajtamészkőben keletkezett hasadékbarlang 350 m tszf. magasságban található és kb. 40 m hosszú. Nem játszhattak szerepet kialakulásában valódi karsztos folyamatok.

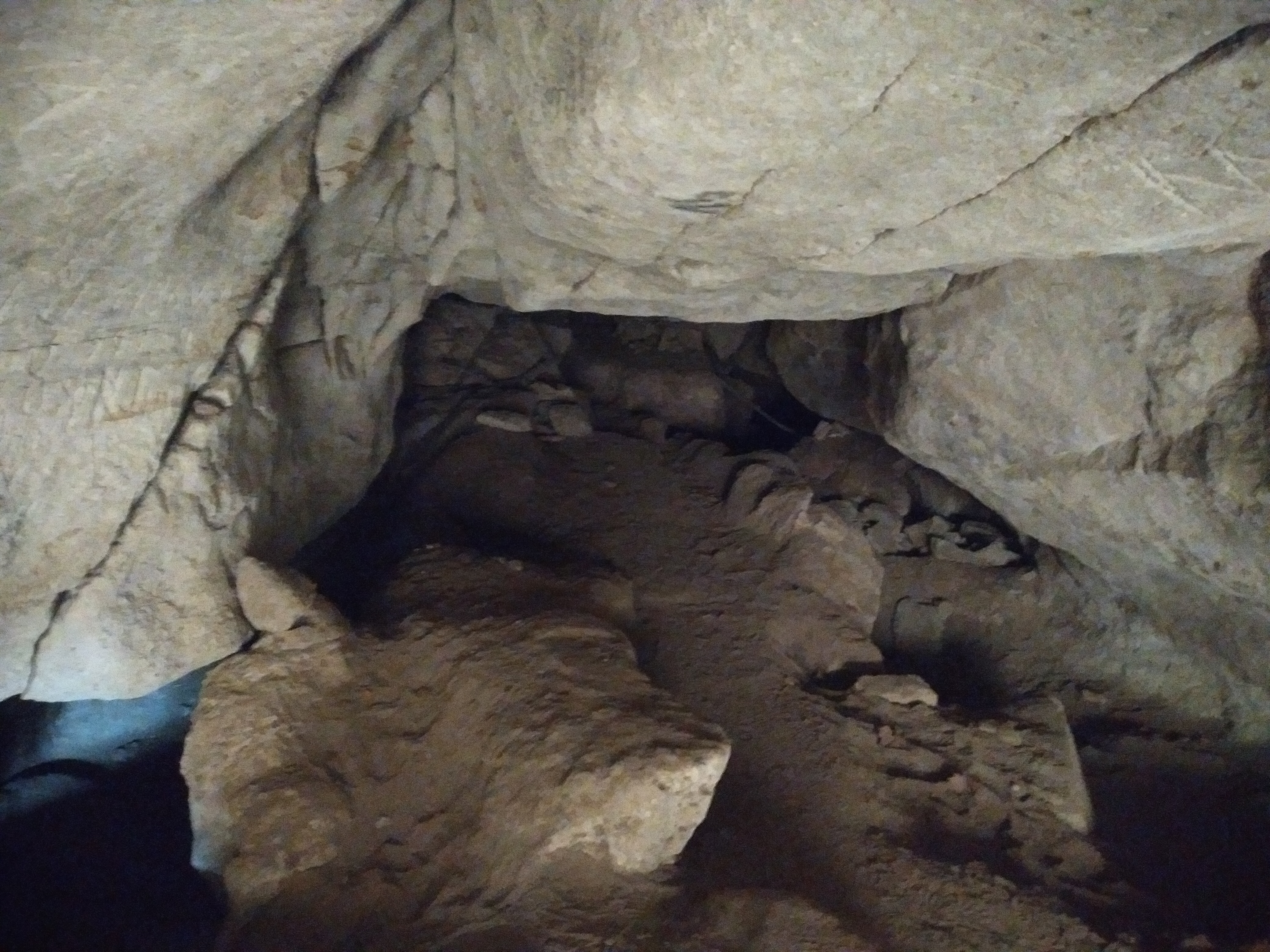
Részlet a barlang belsejéből

A barlang bejárata mögött hatalmas ásatási gödör van, mely valószínűleg illegális kutatók tevékenységének eredménye. Hír János az őslénytani vizsgálatokhoz ennek a gödörnek a falából vette az 1. és 2. számú mintát. A 3. számú minta a folyosó közepén felhalmozódott denevérguanóból származik. A 4. minta az alsó szint sárgásbarna kitöltéséből lett gyűjtve. 600 kg volt a minták összes tömege. Alkalmi munkabéres munkások végezték az anyag iszapolását és válogatását. Eddig a 3. számú minta őslénytani feldolgozása készült el. A minta faunalistája a következő. (Zárójelben az egyedszámok vannak feltüntetve.) Csigák: Zebrina detrita (6), Granaria frumentum (10), Helicidae (16), Limacidae (23). Összesen 55 példány.
Gerincesek: Hyla arborea [leveli béka] (2*), Bufo bufo [barna varangy] (7*), Ranidae [béka] (2), Triturus tristatus [tarajos gőte] (1*), Lacerta [gyík] (3), Lacerta viridis [zöld gyík] (1), Anguis fragilis [törékeny gyík] (1*), Elaphe longissima [erdei sikló] (1*), Coronella austriaca [rézsikló] (1*), Vipera (1*), Talpa europaea [vakond] (24), Erinaceus europaeus [sün] (5), Sorex araneus [erdei cickány] (1), Sorex minutus [törpe cickány] (1), Crocidura leucodon [mezei cickány] (1), Sciurus vulgaris [mókus] (1), Apodemus [erdei egér] (22), Clethrionomys glareolus [erdei pocok] (1), Pitymys subterraneus [földi pocok] (1), Microtus arvalis [mezei pocok] (206), Vulpes vulpes [róka] (1), Ursus arctos [barna medve] (1). Összesen 285 példány. A *-gal jelölt fajokat Venczel Márton határozta.
A fauna nagyon fiatal, legfeljebb néhány száz éves lehet. Magán viseli mindazon jellemzőket, melyeket a történelmi idők állattársaságai mutatnak. A mezei pocok abszolút dominanciáját. Az erdei elemek alárendelt részarányát. Ezek valószínűleg már a középkori ember erdőirtó tevékenységének eredményei. A jégkorszakból fennmaradt reliktumfajok (pl. szibériai pocok, füttyentő nyúl, csíkos egér) teljes hiányát. De mindezek ellenére ott van a faunában a barna medve, amelynek jelenlétére nincs elfogadható magyarázat. Valószínűleg levéltári kutatással utána lehet nézni annak, hogy a Cserhát hegységben meddig éltek medvék. A helyi kuriózumnak és a Keleti-Cserhát egyik kiemelkedő geológiai nevezetességének számító barlang védelmet érdemel. Az 5. ábrán megfigyelhető a barlang földrajzi elhelyezkedése. A 6. ábrán a barlang 1994-ben készült alaprajz térképe látható, amelyen jelölve vannak az ásatás mintavételi helyei.

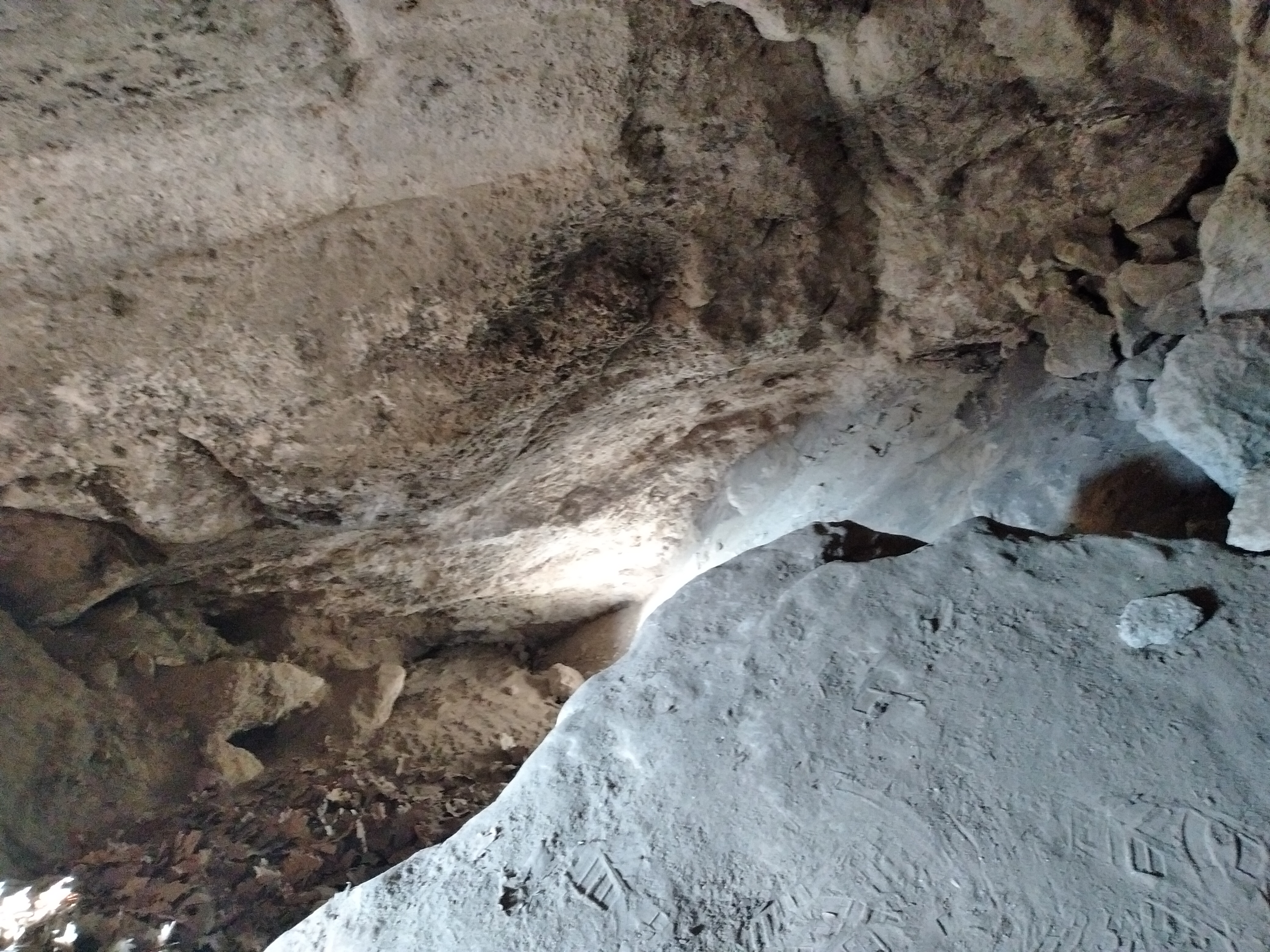
Részlet a barlang belsejéből

A 2001. november 12-én elkészült, Magyarország nemkarsztos barlangjainak irodalomjegyzéke című kézirat barlangnévmutatójában szerepel a Betyár-barlang (Szentkút, Cserhát hegység). A barlangnévmutatóban fel van sorolva 6 irodalmi mű, amelyek foglalkoznak a barlanggal. A 488. tétel nem említi, a 487. tétel említi. 2002. május 12-én Eszterhás István, Lukács Attila és Lukács László felmérték a barlangot. 2002-ben, a felmérés felhasználásával elkészült a barlang alaprajz térképe, hosszmetszet térképe és 5 keresztmetszet térképe. A térképek 1:160 méretarányban mutatják be a barlangot. A felmérés szerint a barlang 61,7 m hosszú, 5,9 m függőleges kiterjedésű és 30,2 m vízszintes kiterjedésű.
Az Eszterhás István által 2004-ben írt, Homokkőbarlangok képződésének magyarországi példái című tanulmányában az olvasható, hogy Magyarország mésztartalmú homokköveiben több barlang jött létre. Így alakultak ki a Magyarország legnagyobb homokkőbarlangjai közé tartozó üregek is. Mátraverebély mellett, a Meszes-tető bádeni korú meszes (kalkanerites) homokkövében van a 88 m hosszig megismert szentkúti Betyár-barlang, amely jelenleg is feltárás alatt van. A barlang folyosóit vastag homokkitöltés borítja, melyben jelentős őslénytani leleteket találtak. A tanulmányba bekerültek a barlang 2002-ben készült térképei. A 2005. évi Karsztfejlődésben megjelent nyomtatásban a tanulmány. A publikációban a két térkép mellett látható egy fénykép is, amely a barlang Kúszó-folyosóját mutatja be.
A 2005-ben kiadott, Magyar hegyisport és turista enciklopédia című kiadványban meg van említve, hogy az Orosz Mihály által vezetett hegymászó egyesület folyamatosan részt vesz a szentkúti Betyár-barlang feltárásában, kutatásában, bővítésében és kezelésében. 2005. június 18-án Eszterhás István, Lukács Attila és Lukács László felmérték a barlangot. 2005-ben, a felmérés felhasználásával elkészült a barlang alaprajz térképe, hosszmetszet térképe és 5 keresztmetszet térképe. A térképek 1:160 méretarányban mutatják be a barlangot. A felmérés szerint a barlang 87,4 m hosszú, 7,3 m függőleges kiterjedésű és 32,4 m vízszintes kiterjedésű.

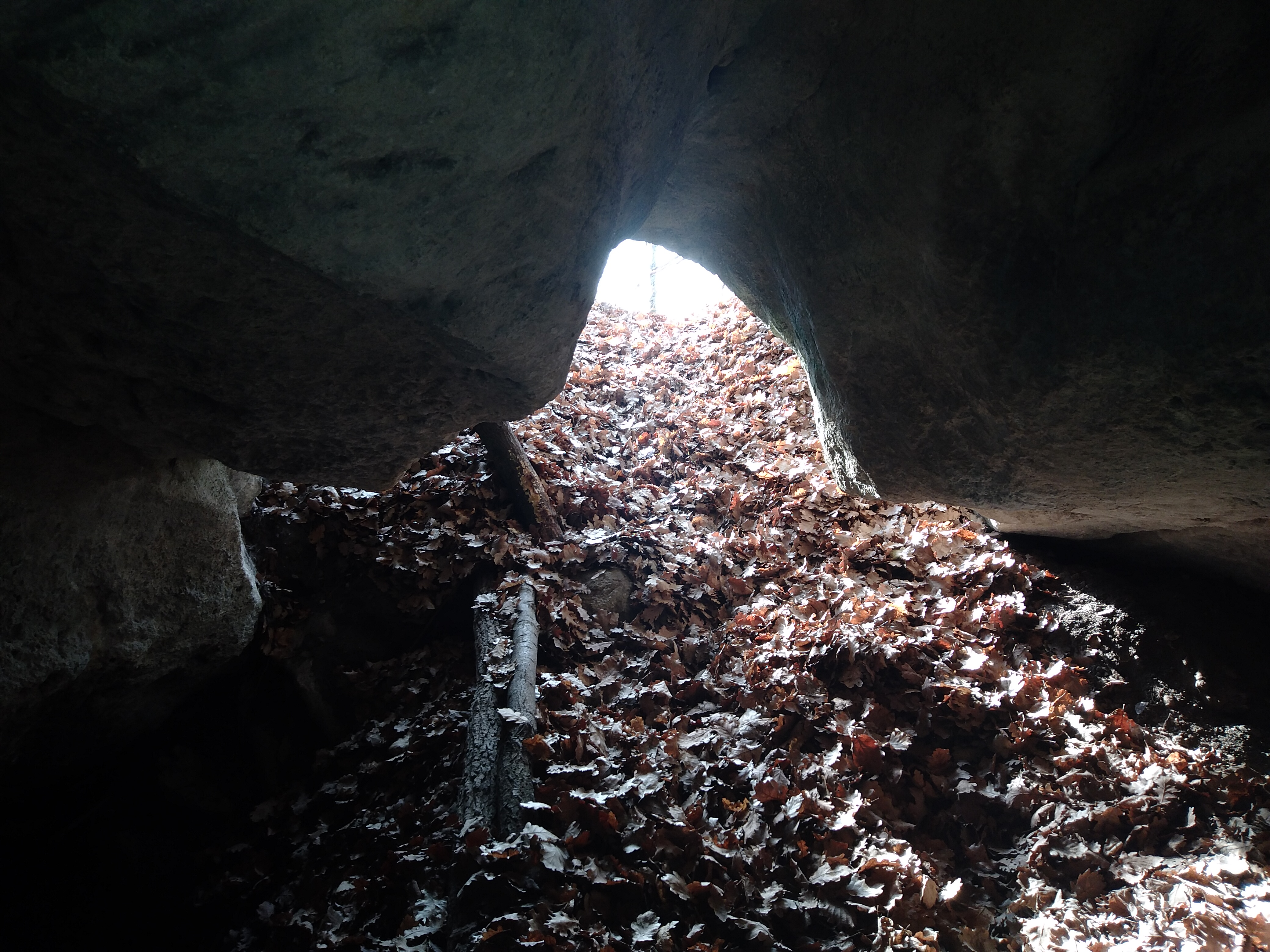
A barlang bejárata belülről fényképezve

A barlang 2006. április 12-én készült barlang-nyilvántartólapja szerint a Betyár-barlang (5223 barlangkataszteri egység) a Cserhát hegységben, Nógrád megyében, Mátraverebélyen, Szentkúttól É-ra 1 km-re helyezkedik el. Természetes jellegű, boltíves, lejtő tengelyirányú, Ny-ra néző, 2,45 m széles és 1,5 m magas bejárata a Meszes-tető Ny-i oldalában lévő erdőben, 347 m tszf. magasságban van. Bejáratának egyszerű és gyors megtalálásában (leginkább vegetációs időszakban) nagy szerepe van a szerencsének. Szentkútról Ny felé, a kék négyzet turistajelzést követve kell gyalogolni a Szentkúti-patak völgyében addig, amíg a jelzett út keresztezi a patakot. Itt nem kell átkelni a patakon, hanem a patakmeder K-i oldalán É felé tartó dózerúton kell tovább menni, kb. 600 m-en át. Ekkor jobbról, K-ről fiatal sarjerdő tűnik fel, melyen lehetetlennek látszik áthatolni. Itt alaposan körülnézve észrevehető a sarjerdőn keresztül haladó keskeny sáv, ahol metszőollóval le vannak vágva a fiatal hajtások. Több támpontot nyújt azonban egy idős, magányos fa, mely a sarjerdő fölé emelkedik. Ha az útról a fa 62°-ra látszik, akkor a barlang irányban a fa mögött, annak takarásában van, a sarjerdő feletti idősebb erdőben. Megtalálását segítheti az a törmelékhalom, melynek anyaga a barlangból lett kihordva.
A részletesen felmért barlang 87,4 m hosszú, 0 m magas, 7,3 m mély, 7,3 m függőleges kiterjedésű és 30,2 m vízszintes kiterjedésű. Középső miocén (bádeni) mészkőben, Lajtai Mészkő Formációban (mészhomokkőben) lévő kb. északi irányú, 40–45° dőlésű törés mentén, kifagyásos aprózódás, omlás, mesterséges beavatkozás és korrózió hatására jött létre. Tektonika és rétegződés segítette kialakulását. A törés miatt a barlang NyDNy–KÉK irányba nyújtott formát mutat. Az egyszerű, többszintes jellegű barlang vízszintes lejtésviszonyú. Három szint különböztethető meg benne. Mindhárom szint a töréshez kapcsolódik és részben lehajolva, részben guggolva, részben kúszva járhatók. Felső szintje megközelíti a felszínt, melyre a belógó hajszálgyökerek utalnak. A mészkőben korróziós úton kialakuló üregrendszert omlások alakíthatták tovább, melyeknek kedvezhetett a nehézásványokban, horzsakőtörmelékben gazdag mészhomokkő majdnem vízszintes rétegzettsége. Jelenlegi képének kialakításában nagy szerepet játszanak az emberi bontó munkák.

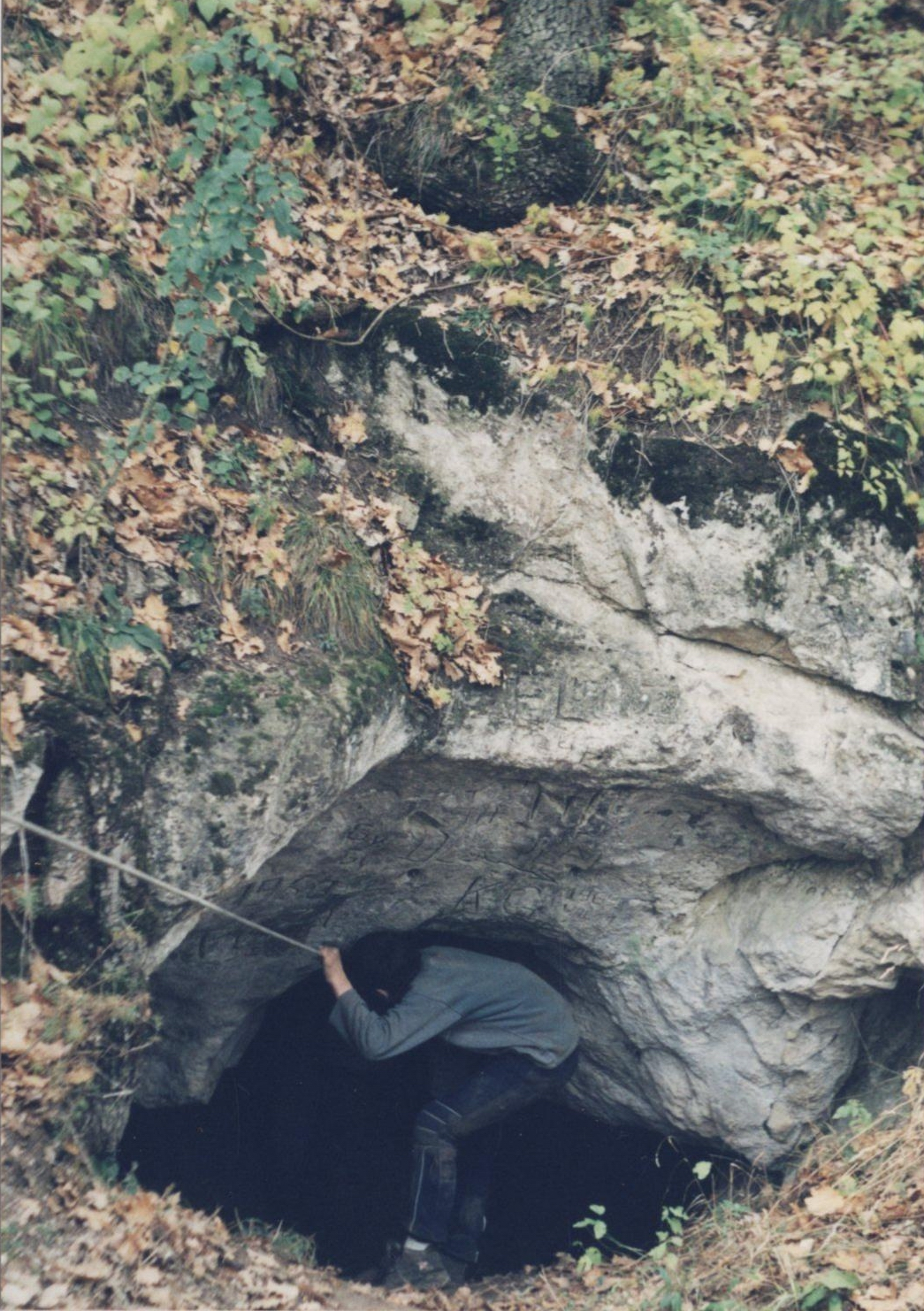
A barlang bejárata 2001-ben

A barlangban megfigyelhetők egy kiépített kötélpálya fix kikötési pontjai. Az alsó szint alján nagyon sok vödör van raktározva, de ezen kívül bontóeszközök, ücsörgő helyek is láthatók. Ősmaradványok, rétegfelület és szinlő (?) figyelhető meg benne. Első irodalmi említése 1988-ban történt (Eszterhás István). A barlang 2002-ben készült térképén az azóta feltárt részek (új, alsó szinti járatszakasz) nem szerepelnek, valamint a már akkor meglévő rész napjainkra ki lett tágítva. A rendszeresen végzett bontó munkára utal a bejárat után közvetlenül lévő berendezett bivak, illetve az a 10 m³-es nagyságrendű földhalom, amely a bejárat előtt lett elhelyezve. A szabadon látogatható barlang nehezen járható terepen közelíthető meg és barlangjáró alapfelszereléssel járható. Közvetlenül a bejárat után egy több m³-es gödör van, mely Hír János őslénytani kutatásának következménye. Helyszíneléskor az alsó szinten több félrerakott csont volt. A poros, kissé humuszos kitöltés valószínűleg még sok csontot rejt magában. 2006. április 12-én, a bejáráskor több kis csoportban 25–30 denevért látott Gazda Attila. A befelé lejtő bejárati részen át némi avar hordódik be, a fehéres, de poros falakat karbidlámpa koromfoltjai színezik.
Az Eszterhás István által 2006-ban írt, A szentkúti Betyár-barlang című tanulmányban az van írva, hogy a szentkúti nevezetességek sorát legutóbb a Betyár-barlang feltárása gazdagította újabb színfolttal. Szentkúttól É-ra emelkedik a barlangokat is tartalmazó Meszes-tető (421,9 m). A Meszes-tető oldalainak közepe környékén, kb. 330–350 m tszf. magasságban van az eddig ismertté vált barlangokat tartalmazó réteg. A hegy Ny-i oldalában található a Betyár-barlang. Kb. 20 m vastag, meszes homokkő rétegben vannak a Meszes-tető barlangjai. Egy tektonikai zónához kapcsolódik a Betyár-barlang.
A barlang ismertségének kezdete ismeretlen, de a leletek arról tanuskodnak, hogy régen is jártak benne emberek. A barlang homokos kitöltésében egyelőre ismeretlen korú, de réginek tűnő cserépdarabokat találtak. A feltárásokkor tekintélyes mennyiségű emlőscsont került elő. A nagytestű állatok csontmaradványának némelyikén éles tárgytól származó karcok, vágásfelületek voltak, melyek valószínűleg embertől származtak. Előkerült egy nagyon érdekes, kultikus tárgy is, egy macskakoponyából készült pipa. A koponyatetőn kerek, kifúrt, égetett peremű nyílás van, az öreglyukba pedig ragasztva lett egy átszelelő végtagcsont pipaszárnak. 1982-ben, a barlang első szakmai bejárásakor még megvolt és le is lett fényképezve egy kötés nélkül rakott kőfal maradványa, amely a bejárat után néhány m-re volt. A barlang jelenlegi végénél, a bejárattól 30 m-re elhelyezkedő Medve-teremben tűzrakóhely maradványai voltak, a terem mennyezetén pedig kormot lehetett megfigyelni. Arra utalnak ezek a tárgyi leletek, hogy az itteni barlangkutatások megkezdése előtt is jártak emberek az üregben.

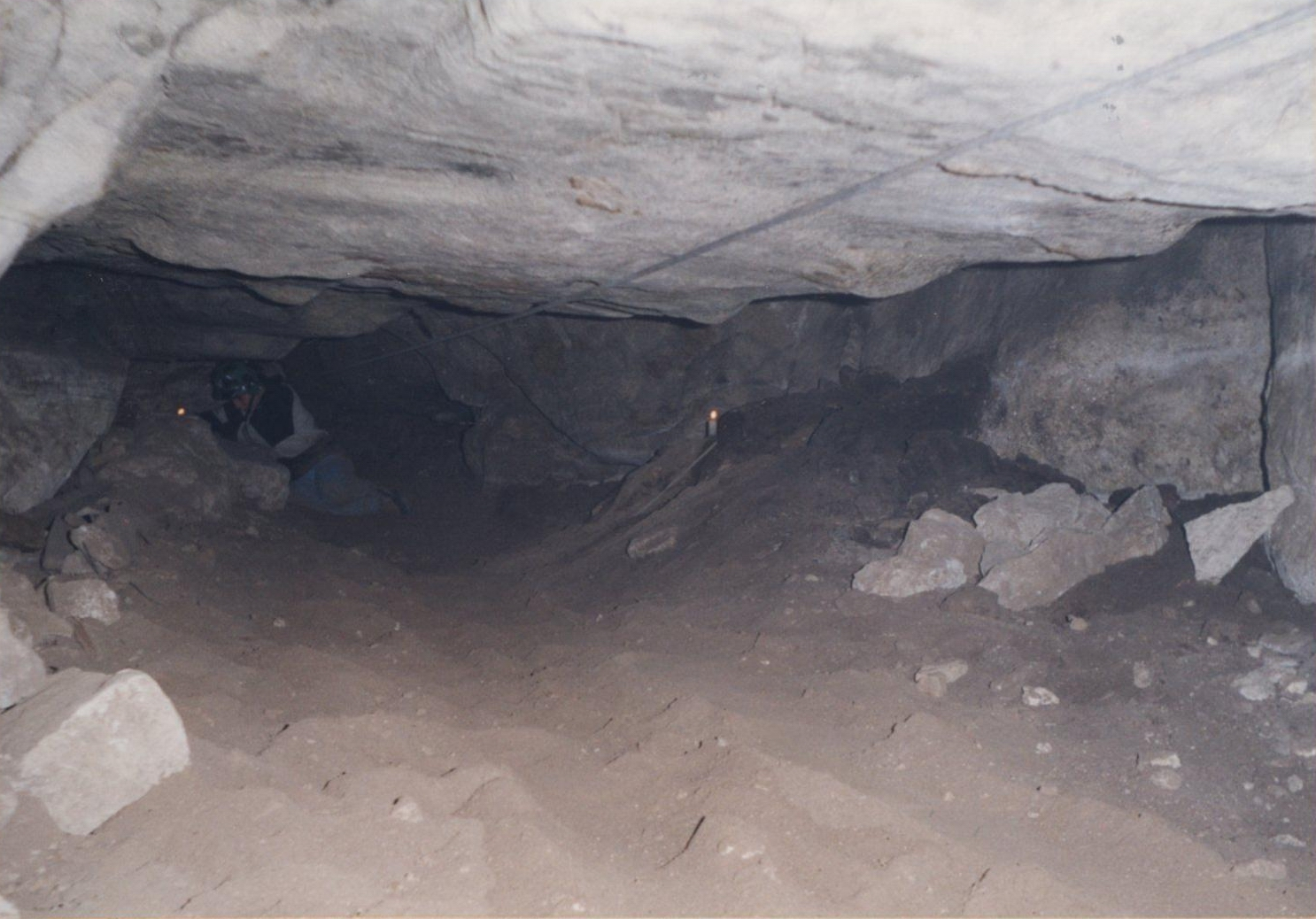
Részlet a barlang belsejéből 2001-ben

A barlangbejárat feletti sziklafalon jól látható és elmosódott monogramok és dátumok karca figyelhető meg. Az olvasható monogramok és dátumok a következők: F L, Gy Gy, T H, K G, N I, 1960 és 1969. VIII. 17. A Főfolyosó bal oldalán, a bejárattól 7–8 m-re található karcok szintén monogramok és dátumok, de olvashatatlanok, vagy csak nehezen olvashatók. Az egyik dátumot azért sikerült elolvasni, ez 1936. V. Ami azért jelentős, mert bizonyítja, hogy jártak a barlangba a jelzett évben is. A barlang elnevezése is elgondolkodtató. Már 1956-ban, az első ismert megjelöléskor Betyár-barlangként lett említve. Lehet, hogy betyárlegendája is van, mert Sisa Pista híres cserháti betyárvezér neve több más, kisebb cserháti barlanggal is összefüggésbe lett hozva. A barlang első, hiteles említése a Budapesti Geodéziai és Térképészeti Vállalat által 1956-ban felvett, 1:10 000 méretarányú térképen van. Annak ellenére, hogy a térképen pontosan ábrázolva lett a barlang bejárata, sokáig nem indult meg az üreg kutatása. Nem indulhatott meg, mert annak idején titkosítottak voltak a részletes térképek, ezért a barlangkutatókhoz nem jutott el az információ.
A szúpataki lakosok közül néhányan tudtak a barlangról. Buda László, Koós Zoltán, Manga Mihály és Verebélyi István (a Sziklaorom Hegymászó és Barlangász Club tagjai) voltak az első barlangkutató csapat tagjai. Ők egy szúpataki idős asszony elmesélése alapján találták meg az üreget 1982-ben. Ekkor a barlang kb. 20 m hosszig volt bejárható, pontosabban bekúszható az aljzaton felgyűlt sok homokos kitöltés miatt. Elkészítették a barlang fénykép-dokumentációját és elkezdték kihordani a homokos kitöltést. A jelenlegi állás szerint az első, néhány soros írott említés, amely a barlangról szól, a Búvár folyóiratban lett kiadva 1988 szeptemberében. Ezt az említést Fancsik János írta. Az 1980-as években a Sziklaorom Hegymászó és Barlangász Club folytatta az üreg feltárását. A homoknak a Főfolyosó aljáról történő kihordása közben találtak a csoport tagjai egy eltömődött aknát, melynek kitisztítása után lejutottak a szabad légterű alsó szintre. Így kb. 38 m-re növekedett a barlang bejárható hossza.

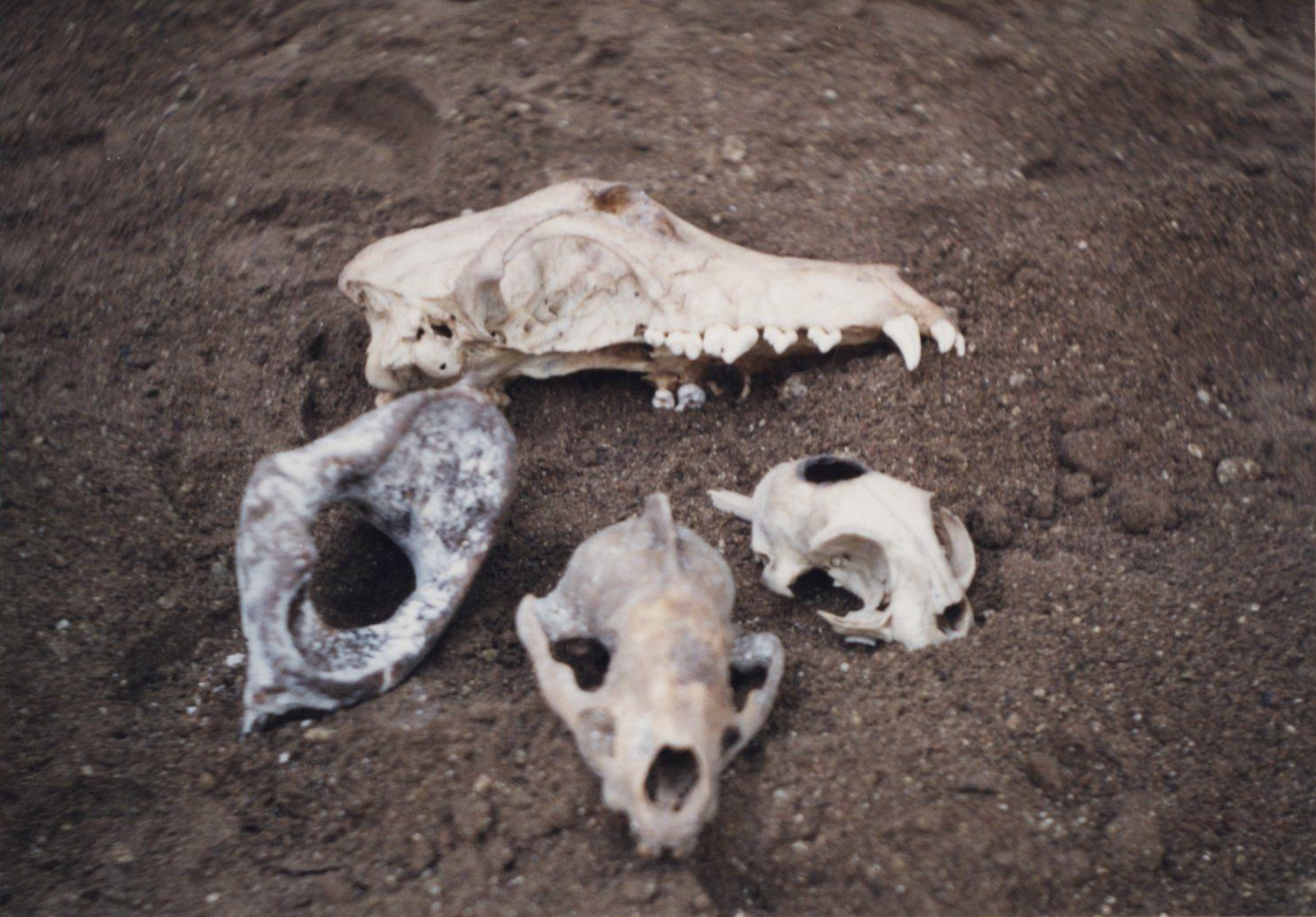
A barlangból előkerült néhány csont

Sok emlőscsont került elő a homokos kitöltésből a feltáráskor. Ez ösztönözte Hír János paleontológust, a Pásztói Múzeum igazgatóját arra, hogy szakszerű őslénytani ásatást végezzen a barlangban. Az ásatás 1994-ben történt. Egy nagy ásatási gödröt mélyített közvetlen a bejárat után, a Főfolyosó jobb oldalánál. Az őslénytani ásatásokkal egyszerre Hír János elkészítette a barlang járatait bemutató első térképet is. A térkép szerint 1994-ben már 43 m hosszú volt a barlang. A tanulmányhoz mellékelve lett egy Magyarország térkép, illetve egy Mátraverebély és környéke térkép, amelyeken jelölve van a barlang földrajzi elhelyezkedése. Bekerült a dolgozatba egy rajz, amelyen a Szent László-hasadék és a Meszes-tető földtani metszete látható. A metszetet 2004-ben Eszterhás István rajzolta. Az ábrán megfigyelhető a barlang földtani elhelyezkedése. A kéziratba bekerültek a barlang 2005-ben készült térképei.
Az MKBT Vulkánszpeleológiai Kollektívájának 2008. évi évkönyve szerint 2008 nyarának végén és ősszel folytatódott a feltáró munka a barlangban. Csak a bejárattól legmesszebb található Medve-teremből nyíló Kulcslyukban volt szabad feltáró munkát végezni a BNP engedélye alapján. Ez a korlátozott lehetőség végül is eredményre vezetett. 2005-ben még csak a feltáró csapat legkisebb gyermektagja, egy tíz éves kislány is csak szűken fért el a Kulcslyuk folyosójában. Jelenleg már újabb kb. 8–10 m³ homok eltávolítása után már állva lehet előre haladni kb. 5 m-t a Kulcslyukban, amelynek végét még mindig teljesen kitölti a homok. További feltáró munkával valószínűleg új, levegős részekbe lehet jutni.
A Bükki Nemzeti Park Igazgatóság működési területén lévő, 5223-04 kataszteri számú Betyár-barlang, 2012. február 25-től, a vidékfejlesztési miniszter 4/2012. (II. 24.) VM utasítása szerint, megkülönböztetetten védett barlang. 2013. augusztus 12-től a belügyminiszter 43/2013. (VIII. 9.) BM rendelete szerint a Nógrád megyei, mátraverebélyi, 5223-4 barlangkataszteri számú és 45060 lelőhely-azonosítójú Betyár-barlang régészeti szempontból jelentős barlangnak minősül. Az Eszterhás István által 2018-ban készített tanulmányban meg van említve, hogy a szentkúti Betyár-barlangban, a barlangbejárat után 7–8 m-re, egy dátum van bekarcolva: 1936.V. Ez arra utal, hogy akkor nyitva volt a bejárat. A 2019. évi Karsztfejlődésben megjelent nyomtatásban a 2018-ban írt tanulmány.

## További irodalom
- BGTV: M - 34 - 136 - D - c - 3 jelzésű, Szúpatak című 1:10 000 méretarányú térkép. Budapesti Geodéziai és Térképészeti Vállalat, Budapest, 1956.
- Buda László: Tábor a templom fölött. Nógrád Megyei Hírlap, 2002. november 26.
- Buda László: Szenzációs leletek a barlangban. Nógrád Megyei Hírlap, 2004. szeptember 10. (15. évf. 211. sz.) 2. old.
- Eszterhás István: Legenden über vulkanische Höhlen in Ungarn. Jahresbericht der Höhlenforscher-gruppe Rhein-Main, Frankfurt a. M. 1997. 50–55. old.
- Eszterhás István: A 2001. évi barlangkutatások eredményei Nógrádban. Nógrádi Értékekért, 2003. (2. évf.) 1. füz. 4–18. old.
- Eszterhás István: Legendák földjén, a szentkúti Betyár-barlang. Hegyisport és Turista Magazin, 2007. április. (4. sz.) 18–19. old.
- Eszterhás István: Die Betyárhöhle bei Szentkút (Nordungarn) / The Betyár Cave in Szentkút (North Hungary). Nachrichtenbrief des Kommissions über den Pseudokarst, 2007. január. (Nr. 15.), Isztimér. 8–10. old.
- Fancsik János: Ahol szétnyíltak a hegyek. Búvár, 1988. (43. évf.) 9. sz. 21–23. old.
- Frics Gy.: Nógrád megye természeti értékei és fenntartásuk lehetőségei. Kézirat, Salgótarján, 1997.
- J. A. – L. B.: 25 ezer éves medve maradványaira bukkantak. Blikk, 2004. szeptember 30.
- Prakfalvi Péter: A Mátraverebély-szentkúti Betyár-barlang kutatástörténete, földtana, vízföldtana és keletkezése. Polár Stúdió, Salgótarján, 2004. 43 old.
- –: A Karancs, a Medves és a Heves-Borsodi-dombság turistatérképe. Budapest, 1982. 1:60.000
- –: A Mátra turistatérképe. Cartographia Kft. kiadv. Budapest, 1994. 1:40.000